# Place Marguerite-Porete
La place Marguerite-Porete est une voie située dans le 4e arrondissement de Paris.

## Situation et accès
Cette petite place est située à l'intersection des rues Saint-Martin et du Cloître-Saint-Merri, sur le flanc Nord de l'église Saint-Merri.

## Origine du nom
Depuis le 25 mai 2024, il porte le nom de Marguerite Porete (1250-1310), mystique et femme de lettres brûlée vive en place de Grève, à Paris.